# Військовий флот Техасу

Перший військово-морський прапор Республіки Техас, схвалений указом президента Девіда Бурнета (David G.
Burnet) 9 квітня 1836

Військовий флот Техасу — флот Республіки Техас. Його було створено для захисту і оборони узбережжя Техасу та безпеки мореплавства і торгівлі, яка була конче потрібна республіці, яка швидко розвивалась.

## Революційний флот Техасу
Під керівництвом комодора Чарльза Едварда Хокінза флот Техасу допоміг здобути незалежність, запобігши блокаді Мексикою узбережжя, захопивши десятки мексиканських рибальських суден, екіпажі яких направили у Техаську добровольчу армію. Під час Техаської революції тимчасовий уряд створив флот своїм рішенням у грудні 1835. У січні 1836 було придбано чотири шхуни:  Invincible, Brutus, Independence, та Liberty. Уцілілі кораблі після завершення бойових дій були продані до жовтня 1838.

## Військовий флот Республіки Техас

Національний прапор Техасу використовувався Військовим флотом Республіки Техас з 25 січня 1839 до її приєднання до Сполучених Штатів 19 лютого 1846 та формального розпуску Військового флоту Республіки Техас

У 1839 у зв'язку з відмовою Мексики визнати незалежність Республіки Техас, Конгрес Техасу придбав шість нових кораблів та віддав їх під командування комодора Едвіна Мура, лейтенанта флоту США, який залишив службу задля можливості очолити цілий флот. Ці шість кораблів відомі як другий Військовий флот Республіки Техас.
Впродовж трьох років Військовий флот Республіки Техас здійснював рейди на узбережжя Мексики, змушуючи мексиканський флот концентрувати свої зусилля на обороні.  У морській битві при Кампече 16 травня 1843 техаський шлюп Austin та бриг Wharton, за підтримки кораблів бунтівного мексиканського штату Юкатан (тоді — Республіки Юкатан)  зійшлися з кораблями мексиканського флоту, включаючи пароплави Montezuma та Guadalupe. Ця битва вважається унікальною, оскільки є єдиним випадком, коли вітрильник змусив відступити військовий пароплав Битва, що тривала кілька днів, закінчилась тактичним відступом, втім стала стратегічною перемогою, оскільки змусила мексиканців відмовитись від блокади Кампече та забезпечила на певний час безпеку Юкатану.
Сцена битви при Кампече була вигравійована на барабанах «морських» моделях револьверів Кольта 1851 та 1861 років. Це був певний жест вдячності з боку Семюела Кольта, оскільки контракт з Техаською Республікою 1839 на придбання 180 револьверів і барабанних карабінів для її флоту був одним з перших комерційних успіхів нової зброї.
Іншими кораблями Військового флоту Республіки Техас того часу були бриги Potomac та Archer, шхуни San Jacinto, San Antonio та San Bernard, а також пароплав Zavala. Коли Техас приєднався до Сполучених Штатів у 1846, Військовий флот Республіки Техас влився до складу військово-морських сил США.